# Катастрофа C-135 под Санта-Аной
Катастрофа C-135 под Санта-Аной — авиационная катастрофа, произошедшая в пятницу 25 июня 1965 года в окрестностях Санта-Аны с Boeing C-135A Stratolifter американских ВВС, при этом погибли по разным данным от 83 до 85 человек.

## Самолёт
Boeing C-135A Stratolifter с заводским номером 18148 и серийным C3005 был выпущен в 1961 году и 5 сентября совершил свой первый полёт. Его четыре силовые установки были модели Pratt & Whitney J57-P/F-59W. Самолёт поступил в американские военно-воздушные силы, где получил бортовой номер 60-0373.

## Экипаж
Экипаж имел следующий состав:
- Командир — капитан Уильям Корделл (англ. William F. Cordell), 27 лет, налёт более 3000 часов.
- Второй пилот — старший лейтенант Джон Зитке (англ. John A Zietke), 27 лет.
- Дополнительный пилот — старший лейтенант Гари Ригсди (англ. Gary M. Rigsbee), 23 года.
- Бортинженер — Уильям Мередит (англ. William H. Meredith, по другим данным — Billy H. Meredith), 34 года.
- Бортинженер — сержант Мартин Татем (англ. Marlin W. Tatom), 41 год.
- Ответственный за погрузку — рядовой 3 класса Элвуд Ван-Ноле (англ. Elwood C. Van Nole), 19 лет.
- Навигатор — рядовой 1 класса Чарльз Рейвес (англ. Charles A. Reives), 23 года.
- Штурман — капитан Жакуе Сенегал (англ. Jacques G. Senecal), 32 года.
- Штурман — старший лейтенант Роберт Шанон (англ. Robert H. K. Shannon), 29 лет.
- Бортинженер — сержант Джеймс Бёрнс (англ. James E. Burns), 29 лет.
- Ответственный за погрузку — сержант Бобби Калхун (англ. Bobby L. Calhoun), 28 лет.
- Кадет Гари Зиммерман (англ. Gary L. Zimmerman), 20 лет.

## Катастрофа
Самолёт осуществлял переброску 85-го корпуса Морской пехоты и выполнял перелёт с авиабазы Макгуайр (штат Нью-Джерси) на Окинаву (Япония), при этом с промежуточными посадками на авиабазах Эль-Торо (штат Калифорния) и Хикэм (Гавайи). Первая часть полёта была выполнена без отклонений. Затем в 01:45 самолёт с 12 членами экипажа и 72 пассажирами (в некоторых источниках число пассажиров колеблется от 71 до 73) взлетел в северном направлении с полосы 34R базы Эль-Торо. Взлёт выполнялся в условиях моросящего дождя и густого тумана. Всего в нескольких милях от авиабазы находится хребет Лома, поэтому самолёты после взлёта должны выполнять левый поворот. Однако в данном случае, по не установленной до конца причине, экипаж этого не выполнил. В результате, в 5 километрах от авиабазы и неподалёку от города Санта-Ана самолёт врезался в гору высотой 1300 футов (400 метров) всего в 150 футах (46 метров) ниже вершины. От удара Stratolifter полностью разрушился, при этом все находящиеся на борту погибли. Это крупнейшая катастрофа с участием Boeing C-135 Stratolifter.